# Bothriophryne fuscicornis
Bothriophryne fuscicornis är en stekelart som beskrevs av Compere 1939. Bothriophryne fuscicornis ingår i släktet Bothriophryne och familjen sköldlussteklar.
Artens utbredningsområde är:
- Tjeckien.
- Slovakien.
- Israel.

Inga underarter finns listade.